# Nephrotoma tricincta
Nephrotoma tricincta är en tvåvingeart som beskrevs av Alexander 1921. Nephrotoma tricincta ingår i släktet Nephrotoma och familjen storharkrankar. Inga underarter finns listade i Catalogue of Life.